# Hapoel Holon
El Hapoel Holon (en hebreu: הפועל חולון) és un club professional israelià de bàsquet ubicat a la ciutat de Holon. Disputa la màxima divisió del seu país, la Ligat HaAl.

## Història

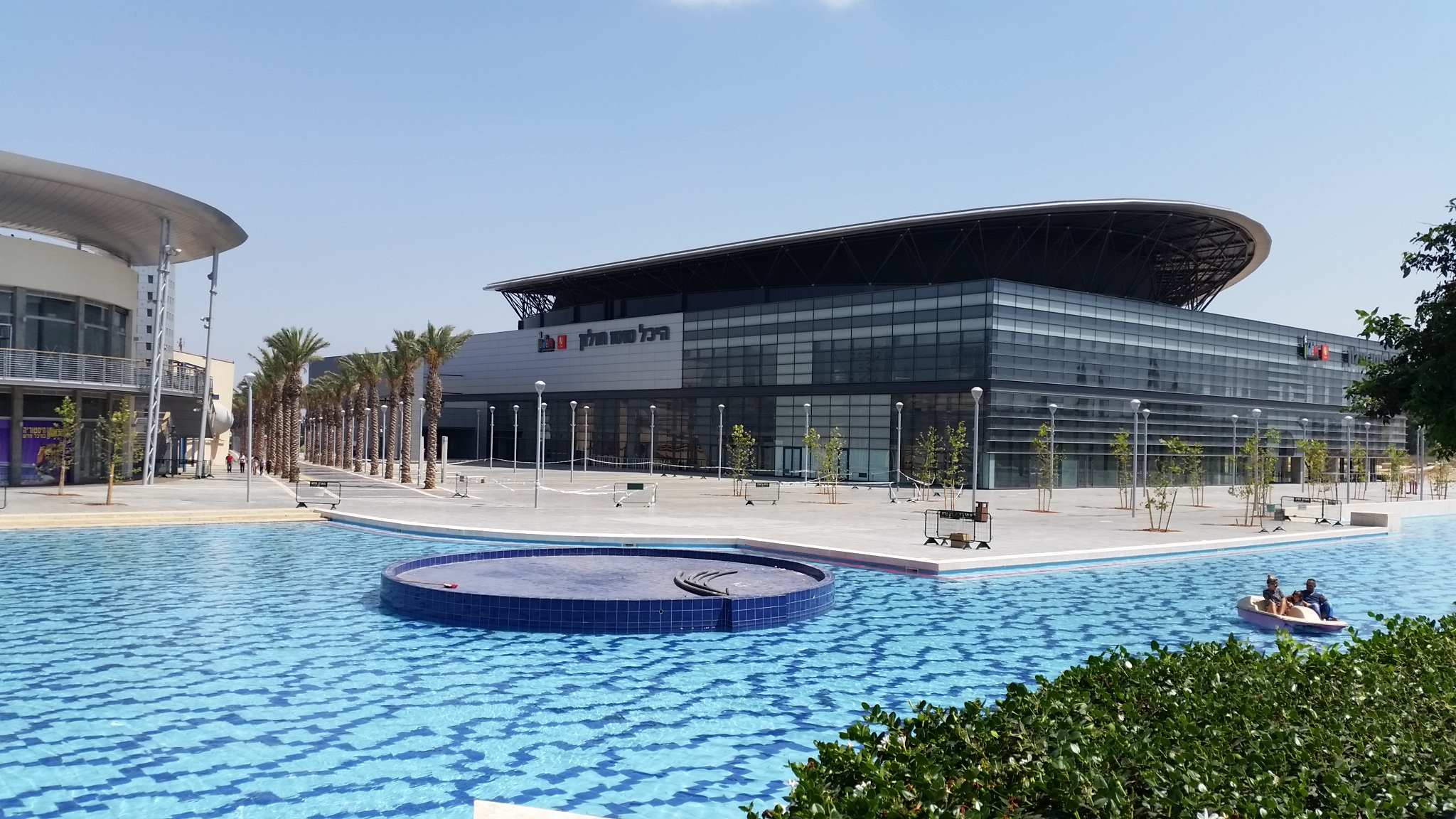
El pavelló Holon Toto Hall on disputa els partits

El club es va fundar el 1947 i va ser un dels equips funador de la Lliga el 1954, acabant segon la primera temporada.
El 1987 va disputar la seva primera Copa d'Europa, després d'acabar segon a la lliga. Va tornar a l'elit a la temporada 2006/07. A l'any següent aconseguirien per fi el seu primer títol, al derrotar a la final al Maccabi Tel Aviv. El Hapoel va posar fi a una ratxa de 15 anys de victòries de l'equip de Tel Aviv.
L'equip ha aconseguit arribar en 7 ocasions a la final de la Copa d'Israel, guanyant dues elles.

## Títols
- Lliga israeliana de bàsquet
  - Guanyadors (1): 2007-08
  - Finalistes (3): 1953-54, 1954-55, 2017-18
- Copa israeliana de bàsquet
  - Guanyadors (2): 2008-09, 2017-18
  - Finalistes (5): 1958-59, 1960-61, 1985-86, 1990-91, 1994-95
- Copa de la Lliga israeliana de bàsquet
  - Finalistes (1): 2011